# مايكل ماك (لاعب كرة قدم)
مايكل ماك (بالبولندية: Michał Mak)‏ هو لاعب كرة قدم بولندي في مركز الهجوم، ولد في 14 نوفمبر 1991 في سوتشا بسكيتسكا في بولندا. شارك مع منتخب بولندا تحت 21 سنة لكرة القدم. أما مع النوادي، فقد لعب مع ليخيا غدانسك.

## وصلات خارجية
- مايكل ماك (لاعب كرة قدم) على موقع قاعدة بيانات كرة القدم.إي يو (الإنجليزية)
- مايكل ماك (لاعب كرة قدم) على موقع Soccerway.com (الإنجليزية)
- مايكل ماك (لاعب كرة قدم) على موقع عالم كرة القدم.نت (الإنجليزية)